# Tremplin de Copper Peak
 (février 2021).
Le tremplin de Copper Peak est le plus gros tremplin de saut à ski en dehors d'Europe. Il est situé à Ironwood dans le Michigan.
Ce tremplin de vol à ski a été en service de 1970 à 1994 avec un PK de 145 mètres.
Des travaux de transformation étaient prévus sur ce tremplin, pour le porter à une taille de HS 175 : reprofilage, enneigement artificiel... Le premier événement sportif depuis 20 ans était prévu en hiver 2014, mais rien n'a encore abouti en 2023, bien que le projet de le remettre à niveau soit toujours d'actualité, pour une mise en service en 2024 ou 2025.